# Porto Vera Cruz

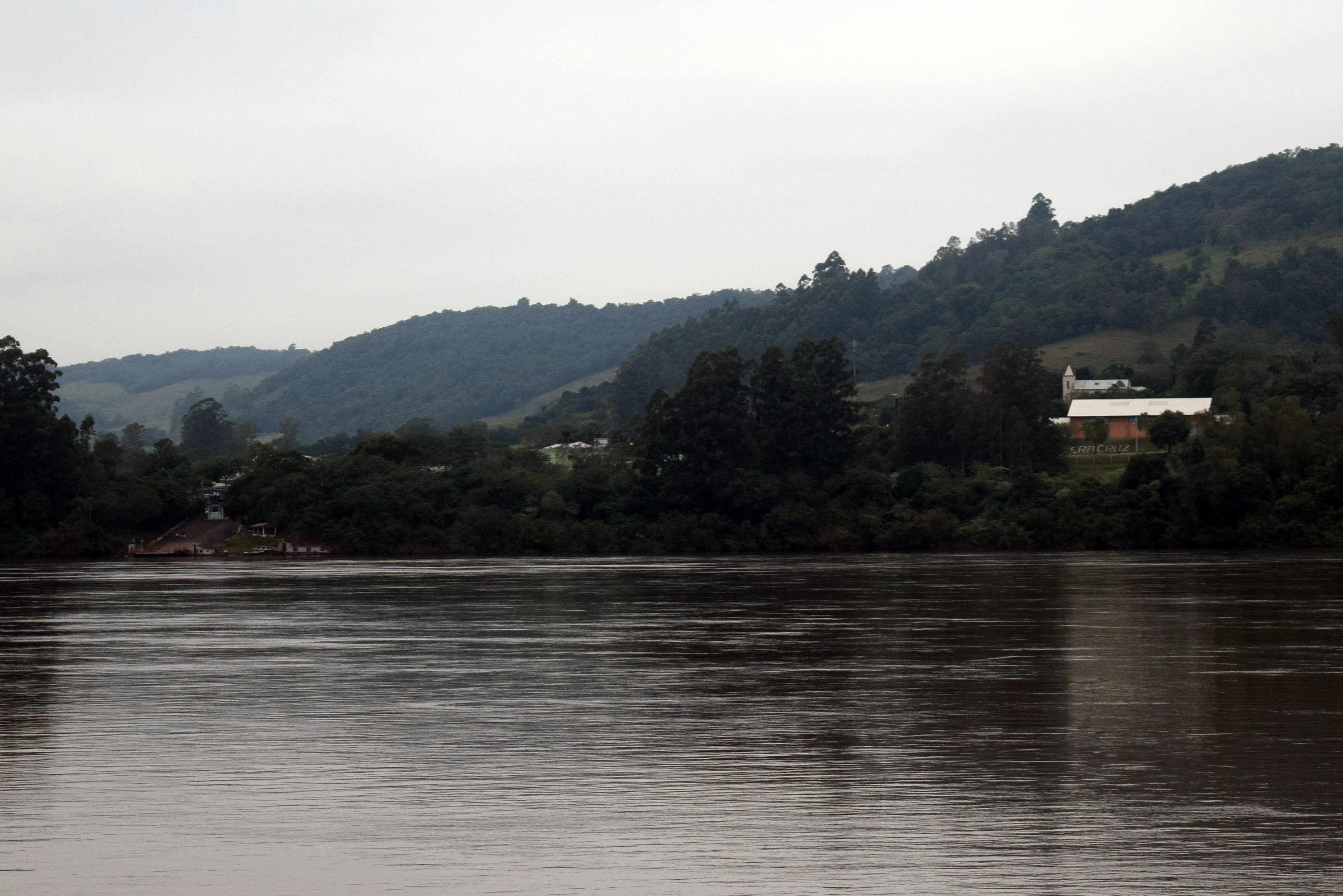
Vista parcial de Porto Vera cruz desde la costa argentina.

Porto Vera Cruz es un municipio brasileño del estado de Rio Grande do Sul.
Se encuentra ubicado a una latitud de 27º44'09" Sur y una longitud de 54º54'03" Oeste, estando a una altitud de 127 metros sobre el nivel del mar. Su población era de 1.852 habitantes según el censo del año 2010 (IBGE).
Ocupa una superficie de 113,646 km². Se encuentra a orillas del río Uruguay, que hace de frontera con la Argentina.

## Historia
Los primeros habitantes de la región fueron los guaraníes, según registros de elementos indígenas encontrados en las localidades de Linha Roncador, Linha Borboleta y Lajeado Bugre en el año 1906 y que actualmente permanecen en el museo municipal de Porto Lucena. A partir de 1910, se inició la colonización de Porto Vera Cruz con la llegada de personas que navegaban el río Uruguay en caiques y canoas en función de actividades comerciales. Estos primeros habitantes desmontaron los matorrales y se instalaron en las barrancas del río. 
El mayor flujo de inmigración se produjo durante la década de 1920 y hasta mediados de 1940, con la llegada de colonos alemanes, italianos, polacos y rusos. A partir de 1943, llegaron al municipio habitantes oriundos de Cerro Largo, Santo Cristo y Santa Rosa. En 1944 con la llegada del sacerdote es fundada la capilla Santa Cruz y en 1947 se establece la primera escuela de la cual fue profesor el señor Bandeira Marotis.
El 20 de marzo de 1992 por medio de la Ley n.º 9.588 el municipio consigue su emancipación política y administrativa separándose de los municipios de Porto Lucena, Alecrim y Santo Cristo. La instalación de las autoridades se hizo efectiva a partir del 1 de enero de 1993.

## Accesibilidad
El municipio se encuentra a orillas del río Uruguay. Está comunicado por medio de la carretera RS-575 (actualmente en proceso de asfaltado) y a su vez por la BR-472 que lo conecta con Santo Cristo, Santa Rosa y Porto Xavier. Además existe un servicio de balsas que comunica a Porto Vera Cruz con la ciudad argentina de Puerto Panambí, el mismo está habilitado para tránsito vecinal fronterizo, no contando con delegación de aduana ni puesto de la Policía Federal Brasileña.

## Economía
La economía de Porto Vera Cruz se basa principalmente en la agricultura, la pecuaria y el comercio. Además forman parte de su economía las agroindustrias, la artesanía y la pesca.

## Atractivos turísticos
El principal atractivo turístico del municipio es el Salto do Roncador, una caída de agua de 3 metros de altura y 1800 metros de extensión sobre el río Uruguay. Durante los veranos, época de pocas lluvias, es posible caminar sobre las piedras del lecho del río. Porto Vera Cruz dispone de dos balnearios, Chico Alférez y Roncador, en los cuales se puede acampar. Otro punto muy visitado es el Paredão de Pedras, que con una altura de 50 metros permite tener una vista panorámica del río Uruguay y de la ciudad de Puerto Panambí, en la Argentina.